# 佐藤光夫
佐藤 光夫（さとう みつお、1933年2月1日 - 2002年10月20日）は、大蔵官僚。アジア開発銀行総裁（第6代）、東京証券取引所副理事長などを歴任。

## 略歴
群馬県出身。渋川高校、東京大学法学部卒業後の1955年、大蔵省に入省。振り出しは大臣官房日本専売公社監理官室。
1965年ハーバード大学国際租税講座留学、1970年から1973年までIMF財政局租税政策課エコノミスト。国税庁長官官房事務管理課長、大阪国税局直税部長、主税局調査課長、証券局業務課長などを歴任し、1979年7月証券局総務課長、1980年6月福岡国税局長1981年6月に大臣官房審議官（関税局担当）。1983年6月に国際金融局次長。1984年6月に日銀政策委員会大蔵省代表委員。1985年7月1日より関税局長を1年近く務める。1986年に東京証券取引所顧問に就任。東京証券取引所専務理事を経て、1991年、東京証券取引所副理事長に就任した。
1993年11月、6代目のアジア開発銀行総裁に就任。1999年まで務めた。退任後は、第一生命経済研究所特別顧問などを歴任。アジア通貨危機の経験などを題材に講演活動を盛んに行った。
2002年10月20日、69歳で逝去。

## 大蔵省同期
- 藤井裕久（内閣総理大臣補佐官（社会保障・税一体改革及び省庁間調整担当）、財務大臣、民主党代表代行、民主党幹事長、大蔵大臣、大蔵政務次官、主計局主計官、藤沢税務署長）
- 平澤貞昭（横浜銀行会長、同行頭取、大蔵事務次官、銀行局長、経済企画庁長官官房長、主計局次長）
- 水野勝（JT社長、国税庁長官、主税局長、東京国税局長）
- 行天豊雄（内閣特別顧問、財務官、国際金融局長、大臣官房審議官（銀行局担当）、大臣官房審議官（国際金融局担当）、大臣官房参事官（副財務官））
- 古橋源六郎（国家公務員共済組合連合会理事長、総務事務次官、総務庁長官官房長、総務庁行政管理局長、行政管理庁長官官房総務審議官）
- 宮本一三（金融再生総括政務次官、名古屋国税局長）
- 岡上泉（印刷局長、岩手県副知事）
- 迫水久正（南九州財務局長、迫水久常の子）
- 宍倉宗夫（防衛事務次官）
- 佐藤徳太郎（公取委員）